# Blepharoneura longicauda
Blepharoneura longicauda es una especie de insecto del género Blepharoneura de la familia Tephritidae del orden Diptera.

## Historia
Friedrich Georg Hendel la describió científicamente por primera vez en el año 1914.